# Cantonul Rennes-Sud-Est
Cantonul Rennes-Sud-Est este un canton din arondismentul Rennes, departamentul Ille-et-Vilaine, regiunea Bretania, Franța.

## Comune
- Chantepie
- Rennes (parțial, reședință) wijken: Poterie, Alphonse Guerin
- Vern-sur-Seiche